# Пацифікаційний сейм 1673 року
Пацифікаційний сейм 1673 року — Речі Посполитої скликав у Варшаві 17 листопада 1672 року король Міхал Корибут Вишневецький.
Передсеймові збори у воєводствах відбувалися 18 грудня 1672 року. Маршалком сейму обрано Стефана Станіслава Чарнецького, писар польний Корони. Засідання сейму тривали з 4 січня до 8 квітня 1673 року.
Сейм був продовженням конфедерації, створеної коронною шляхтою під проводом короля Міхала Корибута Вишневецького в Голембі 16 жовтня 1672 року. Монарх підписав Акт конфедерації 10 листопада 1672 року. Він був спрямований проти антикоролівської опозиції, підозрюваної в спробі скинути короля з престолу, на чолі з великим гетьманом коронним Яном Собеським. У відповідь на дії прихильників двору Собеський 23 листопада 1672 р. створив у Щебжешині союз коронного війська. Така ситуація загрожувала перерости у громадянську війну.
4 січня 1673 року відновилися засідання Голобської конфедерації, її учасники зібралися на конвент у Варшаві, який набув форми парламенту. Темою зустрічі було питання встановлення внутрішнього миру. 12 березня 1673 р. обидві конфедерації було розпущено шляхом підписання акту пацифікації, що поклало край відкритому конфлікту між двором і шляхтою, яка його підтримувала, з опозиційною магнатською партією «незадоволених». Угода була досягнута в умовах загрози для РП, викликаної турецьким вторгненням у 1672 році.
Внаслідок поразок турецьких військ Річ Посполита була змушена укласти ганебну Бучацьку угоду (18 жовтня 1672 р.), за якою до Туреччини відійшли Поділля та Південна Україна (Брацлавське та Київське воєводства) і зобов'язалася платити щорічну данину в розмірі 22 000 дукатів. Сейм не ратифікував Бучацький договір. Проте були прийняті високі податки: акцизний збір, загальне мито, подушний податок, призначений для утримання 50-тисячної армії для подальшої війни з Туреччиною.